# 大倉昊
大倉 昊（おおくら ひろし、1936年8月9日 - ）は、日本の実業家。株式会社ノエビアホールディングス創業者・代表取締役会長。

## 人物・来歴
大阪府出身。大阪工業大学工学部電気工学科卒業。1964年航空機事業でジェイ・エイチ・オークラ・エンド・コンパニーを創業。1971年ジェイ・エイチ・オークラ・エンド・コンパニー設立、代表取締役社長。1978年ノエビアに商号変更。2004年ノエビア代表取締役社長 最高経営責任者（CEO）。2009年ノエビア代表取締役会長。2011年ノエビアホールディングス代表取締役会長。ノエビアホールディングス代表取締役社長の大倉俊は長男。

## 資産
ノエビアホールディングス株価の急上昇で、2018年に資産1360億円、38位で、フォーブス日本長者番付入りした。